# 美和神社 (桐生市)

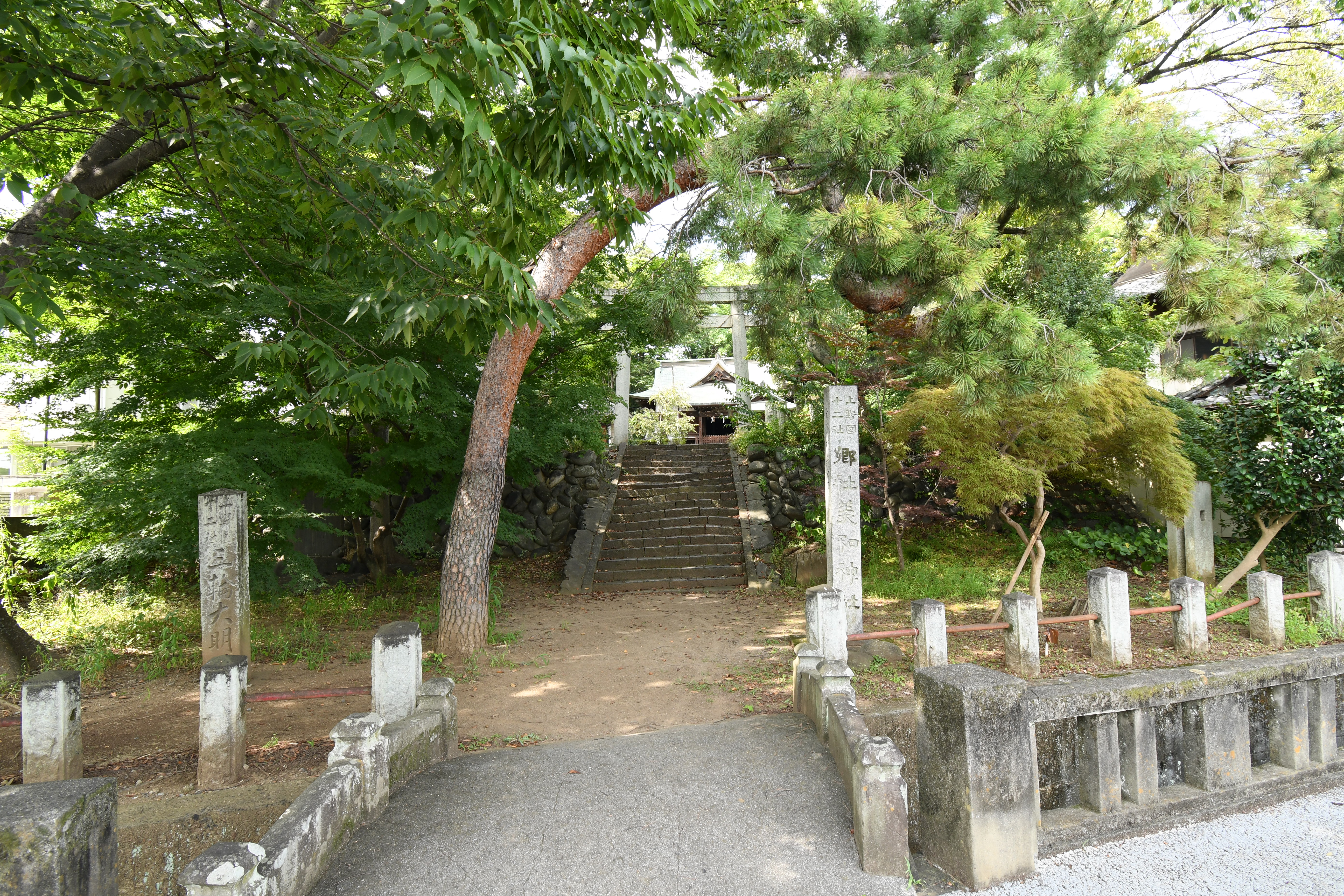
鳥居

美和神社（みわじんじゃ）は、群馬県桐生市宮本町にある神社。式内社で、旧社格は郷社。

## 概要
大物主櫛甕玉命と武速須佐之男命を祀る。吾妻山の東南麓にあり、山手通りに面している。毎年11月19日から20日にかけて行われる桐生ゑびす講では、神楽殿にて神楽や太鼓が奉納される。拝殿の西隣には桐生八木節まつり（桐生祇園祭）の神輿蔵がある。

## 歴史
崇神天皇の代に大和国の三輪山から勧請したと伝わる。
延暦15年（796年）に賀茂神社とともに官社に列した（『日本後紀』）。
元慶4年（880年）賀茂神社、甲波宿禰社、小祝社とともに正五位下勲十二等（『三代実録』）。
『上野国神名帳』では「従一位美和大明神」として見える。
天正年間に火災で旧記社宝を悉く焼失したという。
もとは円満寺が別当寺であったとされ、江戸時代には小島一族が両者を管轄した。
明治5年（1872年）11月、郷社に列せられる。
明治41年（1908年）に本町三丁目の八坂神社（もとは牛頭天王を祀る衆生院）を合祀した。

## 境内社
- 八坂神社 - 旧村社、明治41年合祀
- 八意思兼神社 - 旧八坂神社境内社
- 機神社 - 旧八坂神社境内社

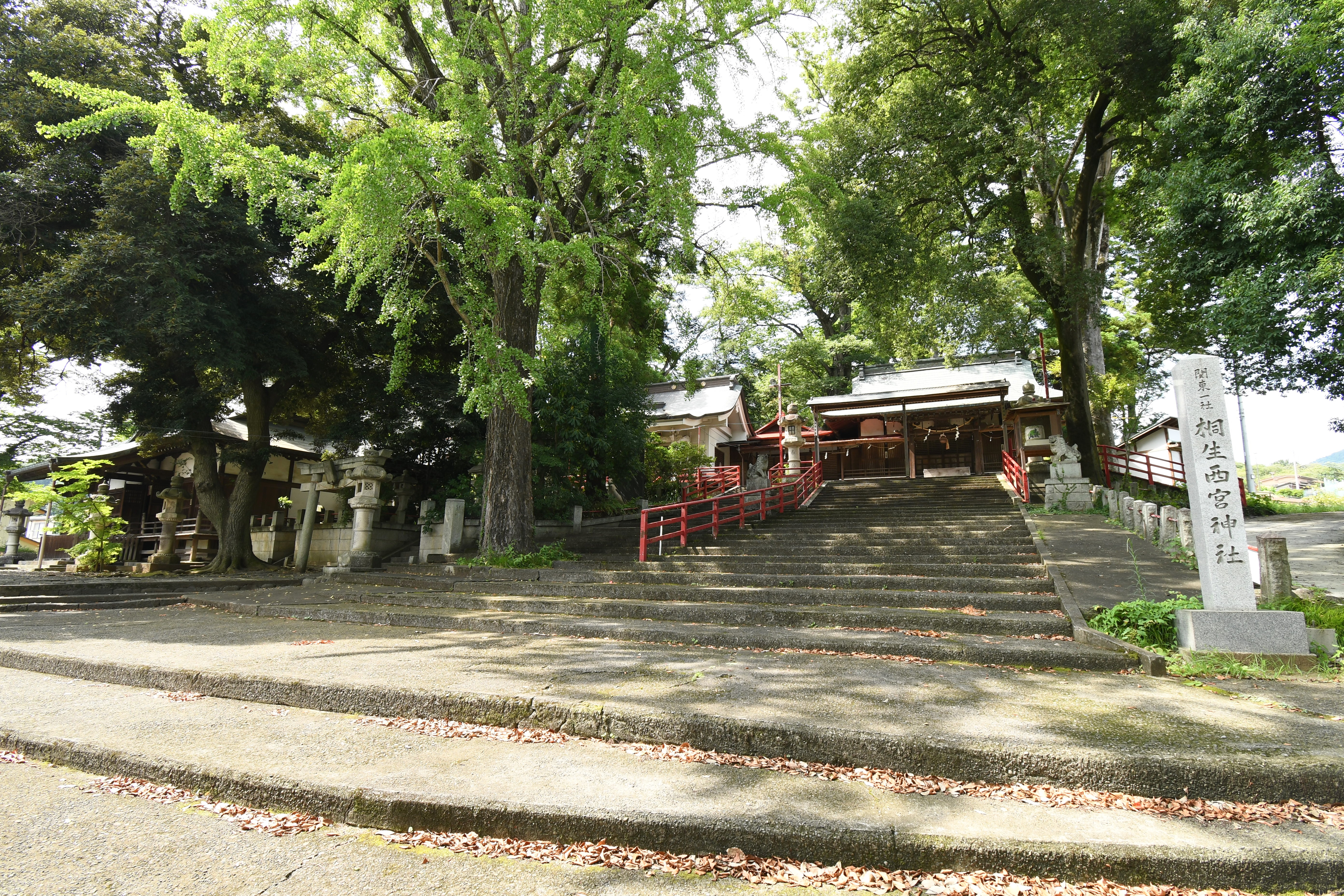
左端に美和神社拝殿、右奥に桐生西宮神社

- 市神社（母衣輪権現） - 旧八坂神社境内社
- 松尾神社
- 琴平神社
- 西宮神社

## 周辺
- 桐生が岡公園
- 桐生市立北小学校